# Spoorlijn Sunnanå - Kornsjø
De spoorlijn Sunnanå - Kornsjø is een Zweedse spoorlijn van de voormalige spoorwegmaatschappij Dalslands Järnväg of Fredrikshald - Sunnanå Järnväg gelegen in de provincie Västra Götalands län, tussen Sunnanå en Kornsjø. Deze spoorlijn sluit bij de Noorse grens aan op de Østfoldbanen naar de hoofdstad Oslo.

## Geschiedenis
Het traject werd door de Dalslands Järnväg op 18 juli 1879 geopend.

## Treindiensten
De Norges Statsbaner (NSB) verzorgt het personenvervoer op dit traject met NSB Regiontog treinen.
De treindienst wordt sinds 2001 uitgevoerd met treinstellen van het type BM 73b.
- IC 01 / 99: Oslo S - Ski - Moss - Rygge - Fredrikstad - Sarpsborg - Halden - Ed - Öxnered - Trolhätten - Göteborg C

## Aansluitingen
In de volgende plaatsen was of is er een aansluiting van de volgende spoorwegmaatschappijen:

### Mellerund
- Bergslagernas Järnväg (BJ) spoorlijn tussen Göteborg – Lilla Edet / Kornsjø (grensplaats) verder als Østfoldbanen naar Oslo in Noorwegen / Kil - Grythyttehed
  - Vänernbanan spoorlijn tussen Göteborg en Kil

### Bäckefors
- Uddevalla - Lelångens Järnväg (ULJ) voormalige smalspoorlijn tussen Uddevalla en Lelången

### Kornsjø
- Østfoldbanen spoorlijn tussen Oslo S en Kornsjø stasjon verder naar Göteborg

## ATC
Het traject voorzien van het zogenaamde Automatische Tågkontroll (ATC).

## Elektrische tractie
Het traject tussen Mellerud en Kornsjø werd op 1 oktober 1939 geëlektrificeerd met een spanning van 15.000 volt 16 2/3 Hz wisselstroom.